# Father of the Pride
Father of the Pride är en amerikansk tecknad TV-serie. Seriens skapare är Jeffrey Katzenberg som också gör många av figurernas röster.